# Djupekås
Djupekås är en bebyggelse i Mjällby socken i Sölvesborgs kommun i Blekinge län. Mellan 1990 och 2015 samt 2020 avgränsade SCB här en småort. Vid avgränsningen 2015 och 2018 klassadea bebyggelsen som en tätort, 

## Historia
Fram till enskiftet var fiskeläget en uthamn för Lörbys bönder. Namnet kommer troligen av adjektivet djup och det dialektala ordet kås, som betyder landningsställe eller vik. 
| Befolkningsutvecklingen i Djuprekås 2015–2015 | Befolkningsutvecklingen i Djuprekås 2015–2015 | Befolkningsutvecklingen i Djuprekås 2015–2015 | Befolkningsutvecklingen i Djuprekås 2015–2015 | Befolkningsutvecklingen i Djuprekås 2015–2015 |
| --------------------------------------------- | --------------------------------------------- | --------------------------------------------- | --------------------------------------------- | --------------------------------------------- |
|                                               |                                               |                                               |                                               |                                               |
| År                                            |                                               |                                               | Folkmängd                                     | Areal (ha)                                    |
| 2015                                          | 2015                                          |                                               | 210                                           | 32                                            |
| Anm.: Ny tätort 2015                          |                                               |                                               |                                               |                                               |

tätorten var före 2015 en småort som 2010 hade 193 invånare på en yta av 26 hektar